# Depalpata
Depalpata é um gênero de traça pertencente à família Arctiidae.